# Fetoskopie

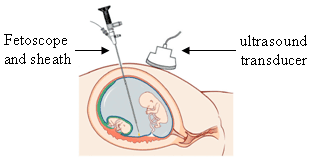
Zeichnung einer Fetoskopie

Die Fetoskopie ist ein endoskopisches Verfahren zur Untersuchung oder Behandlung des ungeborenen Kindes. Das Instrument hierfür wird Fetoskop genannt.
Die Untersuchung wird selten und nur in spezialisierten Kliniken durchgeführt. Sie ermöglicht die Untersuchung z. B. bei schweren Hauterkrankungen des Kindes oder auch die Verödung von Blutgefäßen beim fetofetalen Transfusionssyndrom. In einigen hochspezialisierten Zentren werden auch Erkrankungen, die das Leben oder die nachgeburtliche Lebensqualität des Babys bedrohen, auch minimalinvasiv fetoskopisch behandelt. Dazu gehören z. B. der offene Rücken (spina bifida), Harnabfluss-Störungen, das Amnionband-Syndrom, Zwerchfellhernien oder bestimmte fetale Herzerkrankungen.
Wichtigste Komplikation ist eine Frühgeburt beziehungsweise Fehlgeburt mit bis zu 5 %. Sie wird daher nach Möglichkeit durch fast komplikationsfreie Ultraschalluntersuchungen ersetzt. Ein neues Anwendungsgebiet wurde durch die Fortschritte in der vorgeburtlichen Chirurgie (Operation im Mutterleib) erschlossen.